# Coelioxys issororensis
Coelioxys issororensis är en biart som beskrevs av Cockerell 1923. Coelioxys issororensis ingår i släktet kägelbin, och familjen buksamlarbin. Inga underarter finns listade i Catalogue of Life.